# اسکیپ باربر
جان «اسکیپ» باربر سوم (انگلیسی: John "Skip" Barber III؛ زادهٔ ۱۶ نوامبر ۱۹۳۶ در فیلادلفیا، پنسیلوانیا) رانندهٔ سابق مسابقات اتومبیل‌رانی اهل ایالات متحده آمریکا است که از فصل ۱۹۷۱ تا ۱۹۷۲ در مجموع در شش گراند پری از مسابقات جهانی فرمول یک شرکت کرد، اما موفق به کسب هیچ امتیازی نشد.